# Beaver Creek (Minnesota)
Beaver Creek es una ciudad ubicada en el condado de Rock, Minnesota, Estados Unidos. Tiene una población estimada, a mediados de 2022, de 276 habitantes.

## Geografía
La localidad está ubicada en las coordenadas 43°36′45″N 96°21′45″O / 43.61250, -96.36250 (43.612429, -96.362367). Según la Oficina del Censo de los Estados Unidos, tiene una superficie de 1.37 km², correspondientes en su totalidad a tierra firme.

## Demografía
Según el censo de 2020, en ese momento había 280 personas residiendo en la localidad. La densidad de población era de 204.38 hab./km². El 95.36% de los habitantes eran blancos, el 0.71% eran amerindios, el 0.36% era asiático, el 0.71% eran isleños del Pacífico y el 2.86% eran de una mezcla de razas. Del total de la población, el 1.79% eran hispanos o latinos de cualquier raza.